# Paul Estermann

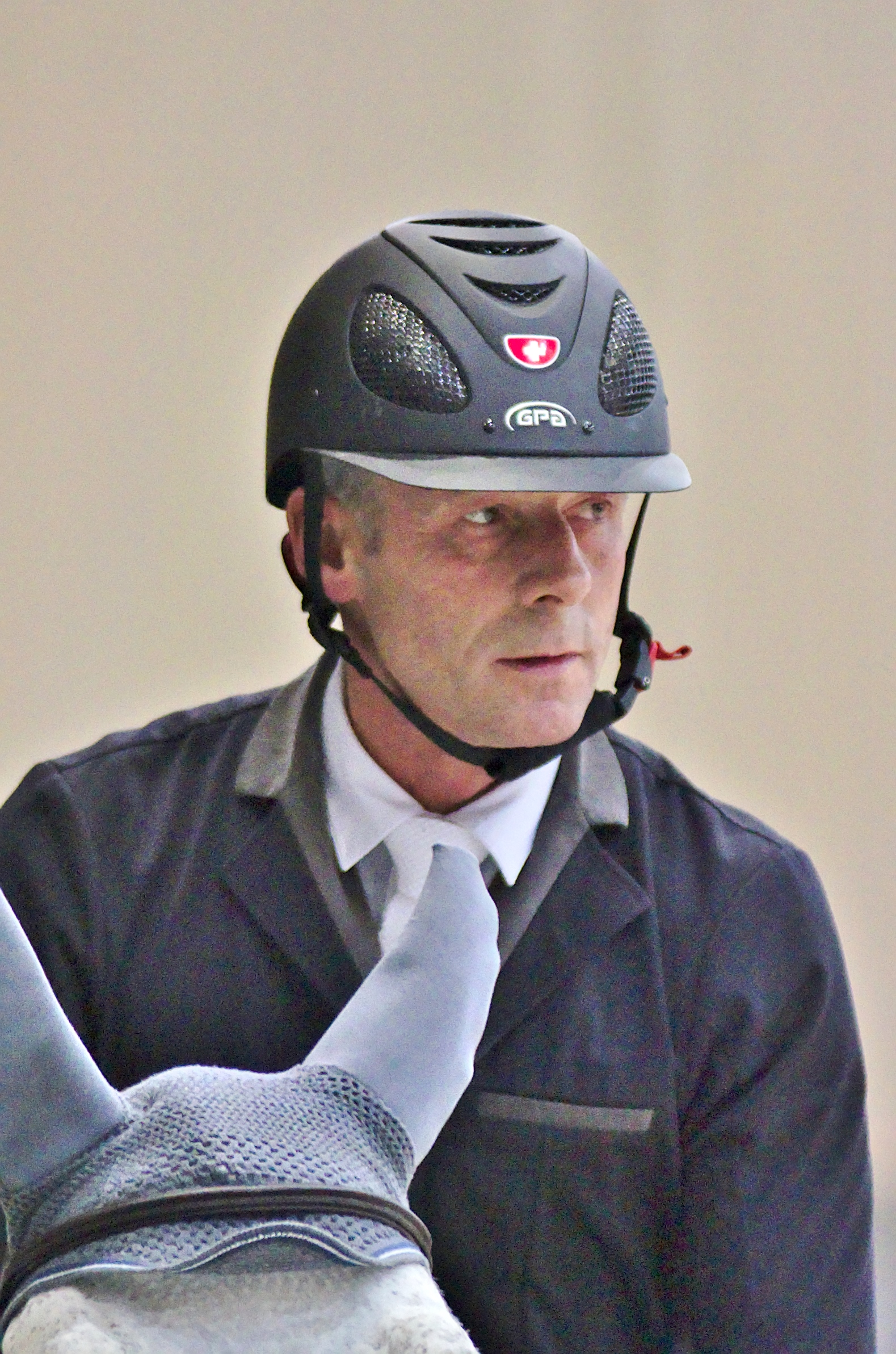
Paul Estermann (2013)

Paul Estermann (* 24. Juni 1963 in Luzern) ist ein Schweizer Springreiter. Im Februar 2013 befand er sich auf Platz 85 der Weltrangliste (Nr. 145). Estermann wurde 2022 wegen vorsätzlicher Tierquälerei verurteilt und 2023 vom Schweizerischen Verband für Pferdesport für sieben Jahre gesperrt.

## Werdegang
Estermann wuchs auf dem Bauernhof seiner Eltern auf und absolvierte nach der Schule eine Lehre zum Landwirt. Im Jahr 2001 eröffnete er eine eigene Reitanlage in Hildisrieden. 2012 startete er mit Castlefield Eclipse bei seinen ersten Olympischen Spielen. Dort belegte die Schweizer Equipe mit 16 Strafpunkten den vierten Platz.
2012 gelangen ihm sieben Null-Fehler-Runden in Nationenpreisen. Dafür wurde er als Rookie of the Year sowie Rider of the Year ausgezeichnet. Anfang Juni 2014 gewann er mit Castlefield Eclipse den Grossen Preis der Schweiz beim CSIO 5* in St. Gallen.

## Gerichtsverfahren
Im September 2019 wurde Estermann von der Staatsanwaltschaft Sursee mit einem Strafbefehlsverfahren wegen mehrfacher Tierquälerei angeklagt. Die Staatsanwaltschaft ging davon aus, dass Estermann im April 2016 in Hildisrieden die Stute Castlefield Eclipse zwecks beabsichtigter Leistungssteigerung mit einer Dressurpeitsche wissentlich und willentlich mehrfach heftig und übermässig gegen die Flanken und den Unterbauch geschlagen und damit verletzt hatte. Zudem soll Estermann in analoger Weise auch ein zweites Pferd derart geschlagen und verletzt haben.
Estermann erhob Einsprache gegen den Strafbefehl, wurde jedoch in erster und zweiter Instanz wegen Tierquälerei schuldig gesprochen und zu einer bedingten Geldstrafe von 105 Tagessätzen verurteilt. Im März 2022 hat das Bundesgericht seine Beschwerde teilweise gutgeheissen und das Urteil des Kantonsgerichts aufgehoben. Dieses musste danach den Fall neu beurteilen.
Seit 2020 bestreitet Estermann nur noch Wettbewerbe auf nationaler Ebene. 2017 und 2019 verzichtete er auf die Zugehörigkeit zum Schweizer Team für die Europameisterschaften 2017 bzw. die Olympischen Spiele 2020 in Tokio, da die Strafuntersuchung gegen ihn lief. 
Nachdem der Reiter im November 2022 durch das Kantonsgericht Luzern rechtmässig zu einer tieferen, bedingten Geldstrafe verurteilt worden war, wurde er im April 2023 durch den Schweizerischen Verband für Pferdesport (SVPS) für sieben Jahre gesperrt, was voraussichtlich sein Karriereende bedeute.
Im Dezember 2023 wurde die Sperre vom SVPS auf vier Jahre verringert, nachdem Estermann gegen das Urteil Einspruch beim Verbandsgericht eingelegt hatte. Das Verbandsgericht begründete die Strafminderung durch die Berücksichtigung mindernder Umstände.

## Pferde (Auszug)
- Castlefield Eclipse (* 2002; † 2019), braune Irische Sportpferde-Stute, Vater: Obos Quality, Besitzer: Jocelyn und Arturo Fasana[8]
- Naiade d’Auvers (* 2001), Selle-Français-Schimmelstute, Vater: Cumano, Muttervater: Grand Veneur, Besitzer: Peter Gautschi[9]

## Erfolge
- Olympische Spiele:
  - 2012, London: mit Castlefield Eclipse 4. Platz mit der Mannschaft und 17. Platz in der Einzelwertung
- Europameisterschaften:
  - 2013, Herning: mit Castlefield Eclipse 5. Platz in der Mannschaft, 22. Platz im Einzel
  - 2015, Aachen: mit Castlefield Eclipse 3. Platz in der Mannschaft, 18. Platz im Einzel